# Contea di Paulding (Georgia)
La contea di Paulding (in inglese Paulding County) è una contea dello Stato della Georgia, negli Stati Uniti. La popolazione al censimento del 2000 era di 81 678 abitanti. Il capoluogo di contea è Dallas.